# Нейдгардт, Дмитрий Борисович
Дмитрий Борисович Нейдгардт (1861—1942) — сенатор, гофмейстер, плоцкий губернатор (1902), одесский градоначальник (1903—1905) из рода Нейдгардтов. Внук генерала А. И. Нейдгардта, племянник А. А. Талызина.

## Происхождение
Происходил из потомственных дворян Нижегородской губернии. Родился 17 (29) июня 1861 года во Франкфурте-на-Майне в семье полковника Бориса Александровича Нейдгардта, женатого на правнучке Александра Васильевича Суворова, Марии Александровны Талызиной. 
У Дмитрия Борисовича были две сестры: Анна (1868—1939), жена министра иностранных дел Сергея Дмитриевича Сазонова, и Ольга (1859—1944), жена премьер-министра Петра Аркадьевича Столыпина, и два брата, один из которых Алексей расстрелян большевиками в 1918 году.

## Биография
Окончил Пажеский корпус, откуда в 1880 году был выпущен прапорщиком в лейб-гвардии Преображенский полк. В 1883 году вступил в число слушателей Николаевской академии Генерального штаба, курс наук которой окончил в 1886 году и был причислен к Генеральному штабу в Кавказском военном округе.

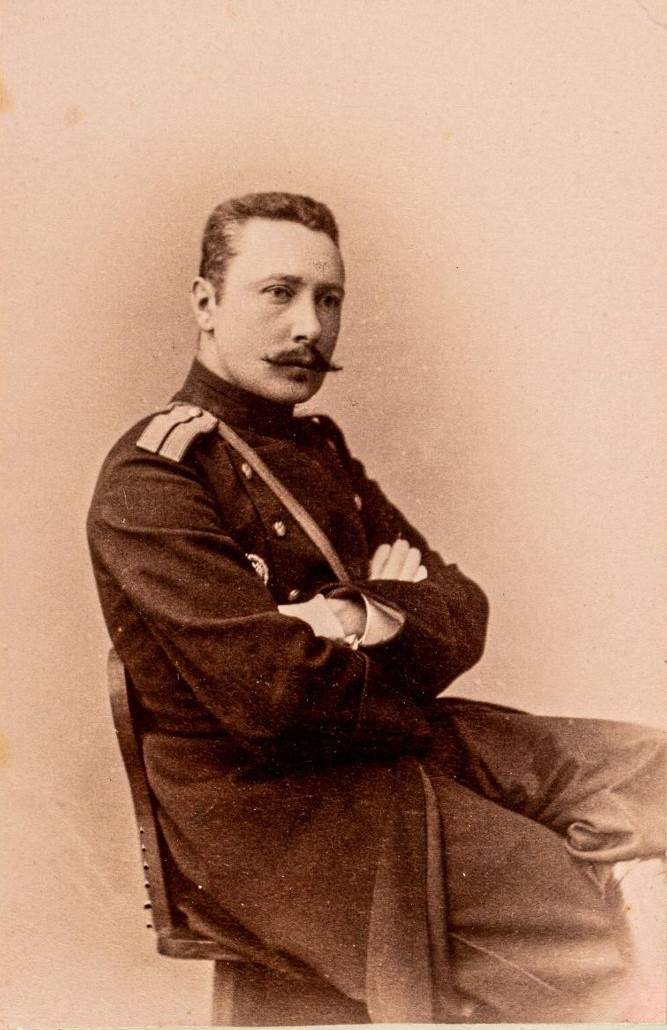
Д.Б. Нейдгардт, командир роты Его Величества. 1894-1895 гг.

После годичной командировки вернулся в Преображенский полк и принял в командование его 14-ю роту. Также был членом полкового суда, а затем его председателем. В 1891 году, по Высочайшему повелению, был командирован Пензенскую и Самарскую губернии для помощи голодающим от Особого комитета наследника-цесаревича. В 1894 году был назначен командующим ротой Его Величества, а в следующем году утвержден её командиром. Затем командовал 3-м и 1-м батальонами полка.
В 1897 году оставил военную службу и был назначен на пост Калужского вице-губернатора, каковой занимал в течение пяти лет, неоднократно исполняя должность губернатора. В 1902 году был назначен Плоцким губернатором, 10 (23) сентября 1903 года — исполняющим должность Одесского градоначальника, а 23 декабря 1904 года утвержден в этой должности. В том же году Нейдгардт был удостоен Высочайшей благодарности «за отличный порядок на улицах Одессы при посещении города Государем Императором», а также награждён, за отличие по службе, чином действительного статского советника и пожалован в звание камергера Высочайшего двора.
9 (22) сентября 1904 года было совершено покушение на жизнь градоначальника крестьянином 19-и лет Василием Поляковым. Во время прогулки Нейдгарта по Екатерининской площади Поляков подошёл к нему и произвёл два выстрела. Первый раз Поляков промахнулся, второй раз револьвер дал осечку. Далее сопровождавший градоначальника князь Оболенский выбил револьвер из руки нападавшего, после чего Поляков пустился бежать, но был настигнут Нейдгартом и обезврежен.
На время пребывания Нейдгардта в должности одесского градоначальника пришлись одни из самых бурных событий революции 1905 года — восстание на броненосце «Потёмкин» и еврейский погром октября 1905 года. Либеральное общественное мнение Одессы и, вслед за ней, всей России обвиняло Нейдгардта в непринятии мер по пресечению погрома и даже в его организации. В конце 1905 года он был причислен к Министерству внутренних дел, с увольнением от должности Одесского градоначальника, и оставался причисленным к министерству вплоть до окончания сенаторской ревизии Одесского градоначальства под руководством А. М. Кузминского. В результате ревизии Нейдгардт был оправдан и получил назначение в Сенат.
1 января 1907 года был назначен сенатором с производством в тайные советники, а в апреле того же года — пожалован в гофмейстеры. С 1908 года присутствовал в 1-м департаменте Сената. 26 января 1910 года на него возложено было производство ревизии всех правительственных и общественных установлений Привислинского края и Варшавского военного округа, по отношении которых у правительства имелись данные о нарушении в них закона. Отчет по этой ревизии был представлен императору в мае 1911 года. Весной того же года на Нейдгардта была возложена ревизия всех мостостроительных операций в России, причём ему были предоставлены самые широкие полномочия.

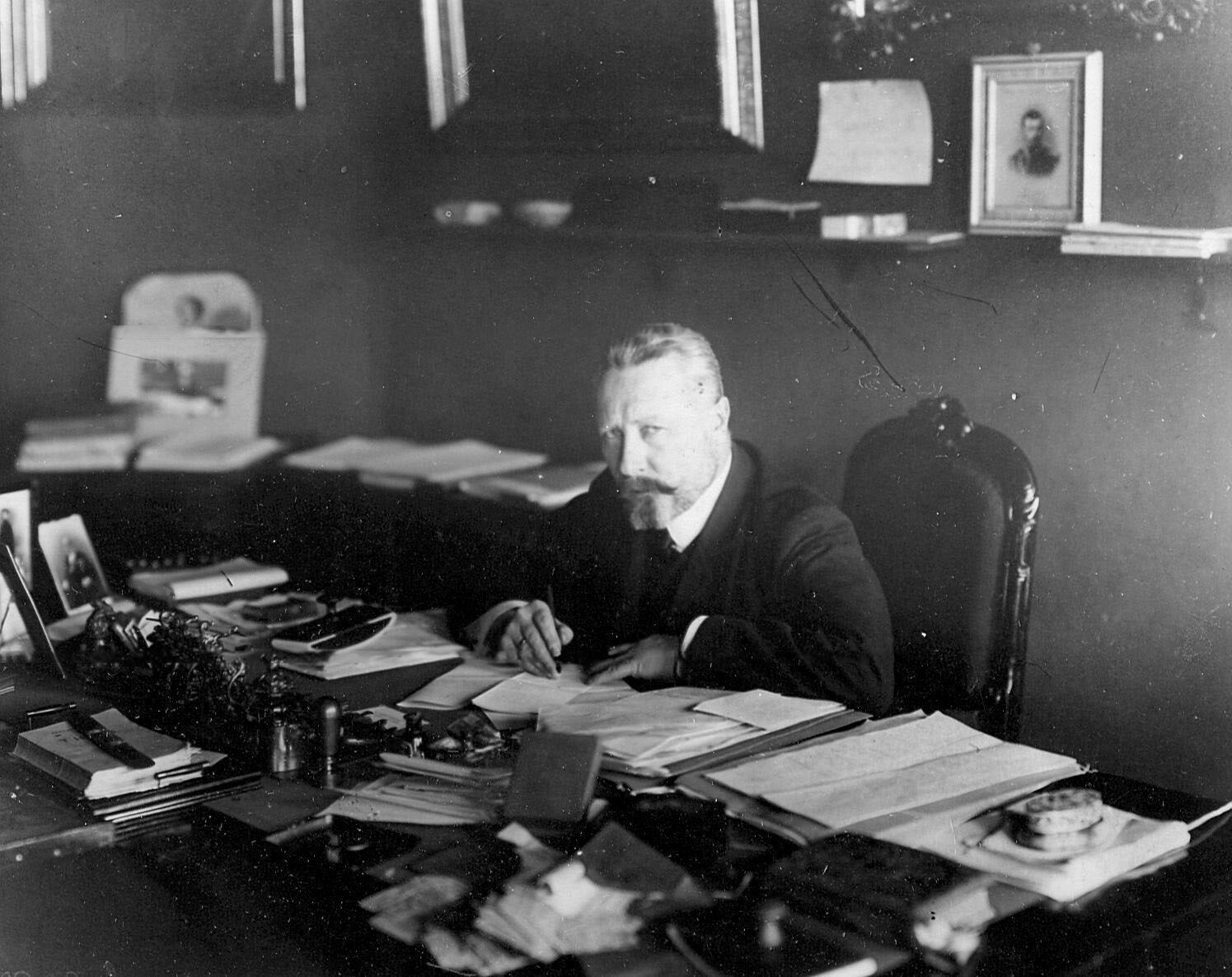
Дмитрий Борисович Нейдгардт. 1911 г.

Помимо государственной службы занимал различные общественные должности. В разные годы состоял: действительным членом Калужского историко-филологического общества, председателем Плоцкого православного попечительства и почётным членом Плоцкой русской публичной библиотеки, членом Высочайше утверждённого Особого комитета по усилению военного флота на добровольные пожертвования, почётным членом Московского Совета детских приютов, почетным пожизненным членом Одесского городского попечительства детских приютов, почетным членом и попечителем Калужского Богоявленского братства, почетным блюстителем Ичалковского двухклассного училища, членом Верховного совета по призрению семей лиц, призванных на войну, а также семей раненых и павших воинов. Также состоял почетным мировым судьей и земским гласным по Княгинскому уезду Нижегородской губернии. В 1907 году стал почётным гражданином Одессы, по избранию городской думой. Также был избран почетным гражданином Плоцка, причем его именем была названа набережная реки Вислы — «Нейдгартовская».
Незадолго до Февральской революции был назначен членом Государственного совета Российской империи.
Газета «Русское слово» 26 марта 1906 года опубликовала материал «Одесские погромы и Нейдгардт», в котором на основе показаний свидетелей пришла к выводу, что еврейские погромы в Одессе были кем-то предварительно организованы, умышленно вызваны и четыре дня — с 19 по 22 октября 1905 года — не встречали противодействия со стороны местной администрации. Проводивший расследование, сенатор А. М. Кузьминский констатировал «бездействие власти», повлекшее за собой «особо важные последствия» ― огромное число жертв убитыми и ранеными и расхищение массы имущества. Он обвинил Нейдгардта в том, что 18 октября, в самом начале демонстрации по случаю Высочайшего Манифеста, тот без всяких оснований распорядился снять городовых с наружных постов и не передал военному начальству полномочий подавления беспорядков. Первый департамент правительственного Сената градоначальника оправдал. Затем Нейдгардту было предложено на выбор несколько постов с генерал-губернаторскими полномочиями: в Нижнем Новгороде и в Королевстве Польском.
Умер в эмиграции, в Париже 17 марта 1942 года. Похоронен на кладбище Сент-Женевьев-де-Буа.

## Награды
- Орден Святого Станислава 2-й ст. (1899)
- Высочайшая благодарность (1904)
- Высочайшая благодарность (1904)
- Орден Святой Анны 1-й ст. (1910)
- Орден Святого Владимира 2-й ст. (1913)
- медаль «В память царствования императора Александра III»;
- медаль «В память коронации Императора Николая II»;
- медаль «В память 300-летия царствования дома Романовых» (1913);

Иностранные:
- персидский Орден Льва и Солнца 1-й ст. (1906)

## Семья

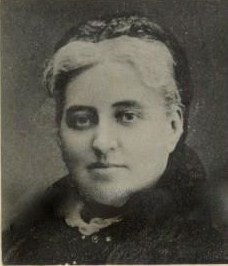
Варвара Александровна, 1880-е годы

Жена — Варвара Александровна Пономарёва (1872—25.2.1924, Париж), дочь Александра Николаевича Пономарева и Надежды Михайловны Ждановой. Их дети :
- Борис (1899—1972, Штутгарт), воевал в армии Юденича. Жена (с 1929) — Елизавета Максимовна Леманн, детей не было. После эмиграции жил в Берлине. В июле 1940 года получил подданство Германии. Служил в германской армии, в разведке, с 1942 года — переводчиком командующего 6-й армией вермахта Фридриха Паулюса, в начале 1943 года взят в плен в Сталинграде. Был приговорен к лишению свободы сроком на 25 лет. В середине 1950-х годов освобожден. В 2003 году реабилитирован посмертно.
- Мария (1901—1987), первый муж (разведены) — Сергей Сергеевич Свербеев (1897—1966), с 1919 года второй муж (разведены) — Юрий Рихардович фон Мовес (? — 1927), детей не было, с 1936 года третий муж — граф Александр Владимирович Соллогуб (1895—1982), сын Владимира Александровича Соллогуба и Елены Семеновны Шервашидзе. Их единственная дочь:
  - Наталия Александровна (1942—1965), с мая 1965 года была замужем за юристом Карлом фон Киршбахом. Умерла через пять месяцев после свадьбы.
- Александр (1904—1928, Брюссель).
- Дмитрий Дмитриевич (1906—1967)[7].
- Вера (?—1923).